# 1968 w informatyce
Kalendarium informatyczne 1968 roku
- 18 lipca – Gordon E. Moore oraz Robert Noyce założyli przedsiębiorstwo Intel[1].
- 9 grudnia – Douglas Engelbart wraz ze swoją grupą współpracowników zaprezentował publicznie mysz komputerową na konferencji informatycznej (Fall Joint Computer Conference) w San Francisco[2].
- Większość państw Rady Wzajemnej Pomocy Gospodarczej rozpoczęła wdrażanie Jednolitego Systemu Elektronicznych Maszyn Cyfrowych (systemu RIAD) w komputerach produkowanych przez członków organizacji[3][4].